# ロビー・シアター・カンパニー
ロビー・シアター・カンパニー（英語: Robey Theatre Company）は、アメリカ合衆国の劇団であり、カリフォルニア州ロサンゼルスに基盤を置く非営利団体である。

## 概要・略歴
1994年、俳優のダニー・グローヴァーとベン・ギロリが設立した。名称は、アフリカ系アメリカ人俳優の先駆者で活動家であったポール・ロブソンに由来する。同劇団のミッションは、アフリカ系アメリカ人の挑発的かつ革新的な新しい演劇の探求と開発であり、かつすでに確立された芝居の再演である。アフリカ系民族の豊かな文化と歴史は、ポテンシャルにあふれ、美しく、ときには悲劇的であるが、つねにひらめきと輝きのあるリアリティをもつと主張する。同劇団は、ストーリーテリングをサポートするための環境を提供する。
2006年、同劇団は、ロサンゼルス中心街にある新ロサンゼルス演劇センターの観客に多文化主義的な演劇をもたらすためのコンソーシアム「カルチャラル・ラウンドテーブル」（Cultural Roundtable「文化的円卓」の意）に参加した。同コンソーシアムに所属する劇団には、ラティーノ・シアター・カンパニー、プレイライターズ・アリーナ、カルチャー・クラッシュ、シダー・グローヴ・オンステージ、アメリカン・インディアン・ダンス・シアター、カリフォルニア大学ロサンゼルス校演劇映画テレビ学部がある
これまで、オヴェイション賞、LAウィークリー演劇賞にそれぞれ数回ノミネートされている。

## データ
- 所在地: アメリカ合衆国カリフォルニア州ロサンゼルス市サウス・スプリング街514番地 新ロサンゼルス演劇センター内

THE NEW LATC, 514 South Spring St., en:Los Angeles, California 90013
- 創立年: 1994年
- 創立者: ダニー・グローヴァー、ベン・ギロリ
- メンバー: ドン・チードル、デルロイ・リンドー、ブレア・アンダーウッド

## 関連事項
- ラティーノ・シアター・カンパニー （en:Latino Theater Company）
- プレイライターズ・アリーナ （en:Playwrights' Arena）
- カルチャー・クラッシュ （en:Culture Clash (performance troupe)）
- シダー・グローヴ・オンステージ （en:Cedar Grove Productions）
- アメリカン・インディアン・ダンス・シアター （en:American Indian Dance Theatre）
- en:UCLA School of Theater, Film and Television
- ブレア・アンダーウッド （en:Blair Underwood）
- オヴェイション賞 （en:Ovation Awards）
- LAウィークリー （en:LA Weekly）

## 註
1. ↑  Latino Theater Co. website[リンク切れ]（英語）の記述を参照。
2. ↑  ロサンゼルス・タイムズオンラインサイト内の記事「"THE NEW LATC cancels series" by Lynne Heffley - 2/26/08」（2008年2月26日、英語）の記述を参照。